# Expectance
Expectance (ur. 12 kwietnia 1993 w Ruszczy) – polski DJ i producent muzyki trance.

## Życiorys
Expectance od początku swojej twórczości którą rozpoczął 6 lat temu inspirował się twórczością Paul van Dyka i Armina van Buurena. Zadebiutował w 2014 roku utworem "Iris" który osiągnął 39. miejsce Top 100 Trance w najbardziej popularnej platformie muzycznej jakim jest Beatportal. Rok 2016 okazał się przełomowy. Utwór "Night Sky" został wydany przez sublabel jednej z największych wytwórni muzyki Trance (Black Hole Recordings), znalazł się na kompilacji Various Artists - Trance Hits Top 20 2016 oraz otrzymał supporty od takich artystów jak Armin van Buuren, Paul van Dyk, Bobina, Genix otwierając drogę ku karierze młodemu producentowi. Kolejny singiel "Galaxy" okazał się wielkim sukcesem. Był supportowany ponownie przez samego Armin van Buuren na jego autorskiej audycji A State of Trance oraz znalazł się na wielu składankach muzyki Trance

## Single
2014 Rock This Club Down
2014 Iris
2016 Night Sky
2016 Last Sunset
2016 Galaxy
2017 Aries
2018 Forgotten Mission
2018 Falling Stars

### Remixy
2011 Above & Beyond feat. Richard Bedford - Thing Called Love
2012 ATB - Ecstasy
2013 Emma Hewitt - Crucify 
2013 Yuri Kane - Right Back 
2014 Dennis Sheperd & Cold Blue feat. Ana Criado - Fallen Angel
2014 Dart Rayne & Yura Moonlight feat. Cate Kanell - Shelter Me
2014 Thunderthief - Falling
2015 Above & Beyond - Sun And Moon